# 진제 (명)
진제(陳第, 1541년 - 1617년)는 중국 명대의 유학자이자 음운학자이다. 자는 계립(季立), 호는 일재(一齋). 푸젠성 롄장현 펑청진 출신.
삼산(三山)의 진제라 하면 군인으로서 있던 자였으나, 참신한 고음학서(古音學書)인 『모시고음고』(毛詩古音考)를 저술했다. 이 외에도 『굴송고음의』(屈宋古音義) 따위의 저서가 있다. 문례는 착안의 올바름을 중시하고 있어, 고음학(古音學)은 그 설득력을 통해 후일 발전하게 되었다. 만년에는 롄장에서 은거했다.
다음은 그의 저서의 서문에 적힌 것으로 유명하다.
蓋時有古今，地有南北；字有更革，音有轉移，亦勢所必至。
생각컨데, 때에는 옛과 지금이 있고, 땅에는 남과 북이 있으니, 글자가 바뀌고 소리가 움직임은 또한 반드시 그리 되는 바일 따름이다.— 《毛詩古音攷自序》

## 저서
- 동번기(東番記)
- 모시고음고(毛詩古音考)
- 굴송고음의(屈宋古音義)
- 민해증언(閩海贈言)

## 같이 보기
- 심유용